# آلارا
اَلارا یا ALARA یک اصل و یک واژهٔ اختصار یافته در مهندسی هسته ای، رادیوبیولوژی و فیزیک پزشکی و بهداشت است.
ALARA مخفف As Low As Reasonably Achievable می‌باشد (آنقدر کم که منطقا دست‌یافتنی باشد)، و مفهوم «هر چه کمتر موجه شدنی»، و لذا معنی عوامل اجتماعی و اقتصادی که باید برای حفاظت در برابر تشعشع مد نظر قرار گیرند را می‌رساند.
این اصطلاح مشابه با اصل بهینه سازی حفاظت مورد استفاده به وسیلهٔ کمیسیون بین‌المللی محافظت از تشعشع (ICRP) می‌باشد.